# سیارک ۳۸۸۴
سیارک ۳۸۸۴ (به انگلیسی: 3884 Alferov، نامگذاری:1977EM1) سه هزار و هشتصد و هشتاد و چهارمین سیارک کشف شده‌است که در ۱۳ مارس ۱۹۷۷ کشف شد.
قدر مطلق سیارک برابر ۱۲٫۷۰ است.